# Otophryne pyburni
Otophryne pyburni es una especie  de anfibios de la familia Microhylidae. Se encuentra en Brasil, Colombia, Guayana Francesa, Guayana, Surinam y Venezuela entre los 200 y los 1100 m s. n. m. Habita selvas tropicales, donde es activa durante el día cerca de arroyos. Los machos son territoriales. Los renacuajos se desarrollan en pequeñas charcas.